# Valls (kommunhuvudort)
Valls är en kommunhuvudort i Spanien.   Den ligger i provinsen Província de Tarragona och regionen Katalonien, i den östra delen av landet, 400 km öster om huvudstaden Madrid. Valls ligger 223 meter över havet och antalet invånare är 25 092.
Terrängen runt Valls är platt åt sydost, men åt nordväst är den kuperad. Runt Valls är det ganska tätbefolkat, med 62 invånare per kvadratkilometer. Närmaste större samhälle är Reus, 18,7 km sydväst om Valls. Trakten runt Valls består till största delen av jordbruksmark.